# Bernard Verlhac

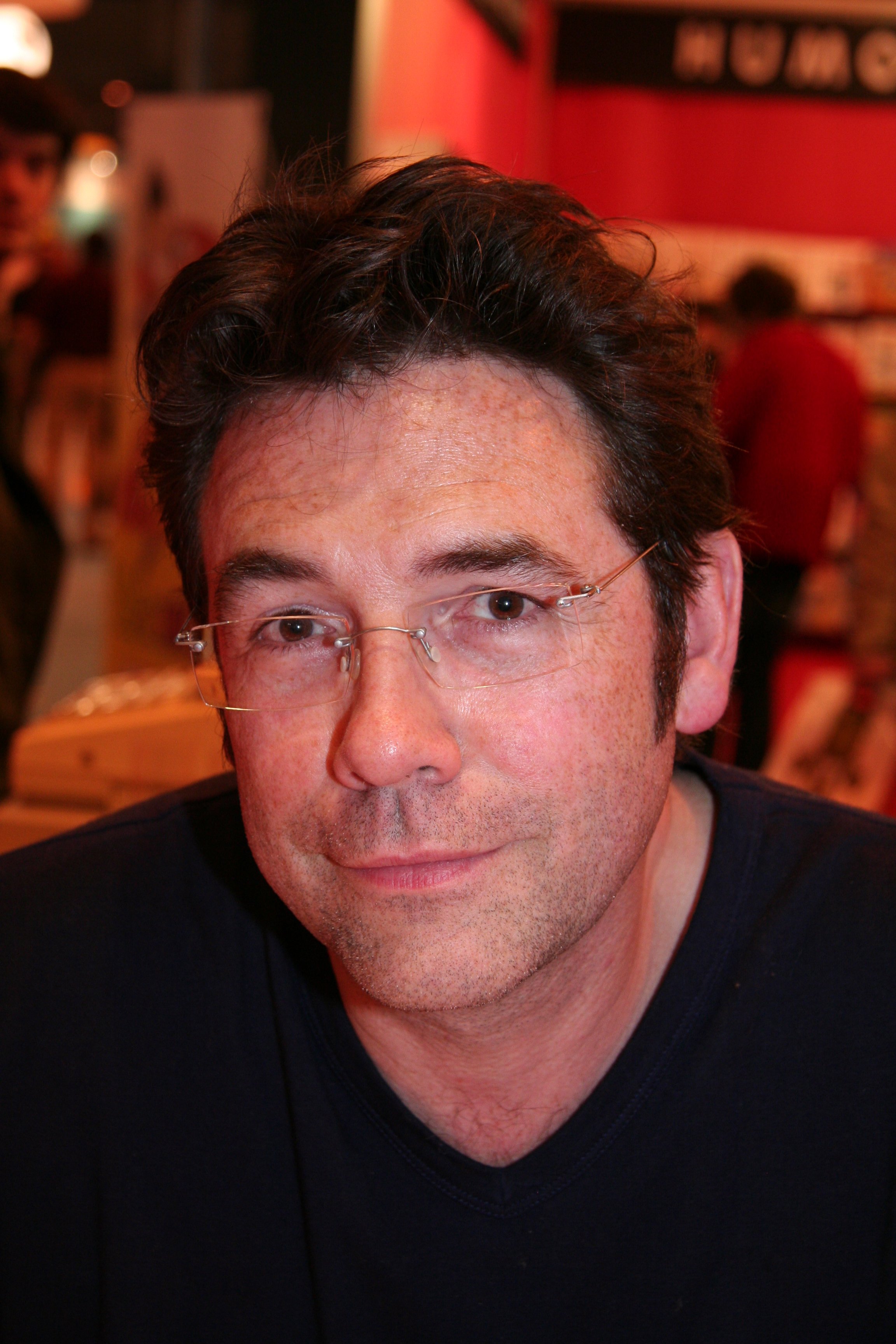
Bernard Verlhac, 2008

Bernard Verlhac, Pseudonym Tignous (* 21. August 1957 in Paris; † 7. Januar 2015 ebenda) war ein französischer Cartoonist und Pressezeichner. Er wurde bei dem Anschlag auf die Redaktion des Magazins Charlie Hebdo ermordet.

## Leben
Bernard Verlhac studierte Design zunächst auf einer Pariser Schule in der Rue Madame und danach an der Kunstschule Boulle. Er begann seine Karriere in den frühen 1980er Jahren, als er erste Karikaturen in verschiedenen Magazinen wie L'Idiot international und La Grosse Bertha veröffentlichte. Neben seiner anschließenden Arbeit für Charlie Hebdo war er ebenfalls für die Zeitschriften Marianne und Fluide Glacial tätig. Parallel dazu publizierte er eigene Bücher, darunter die satirische Auseinandersetzung Cinq ans sous Sarkozy mit dem ehemaligen französischen Präsidenten Nicolas Sarkozy. Er gehörte zudem der Organisation Cartooning for Peace an.
Am 7. Januar 2015 wurden Bernard Verlhac und elf weitere Menschen beim Anschlag auf das Redaktionsbüro der Satirezeitschrift Charlie Hebdo getötet; er hatte dort an dem wöchentlichen Redaktionstreffen teilgenommen. Verlhac wurde auf dem Pariser Friedhof Père-Lachaise beigesetzt.

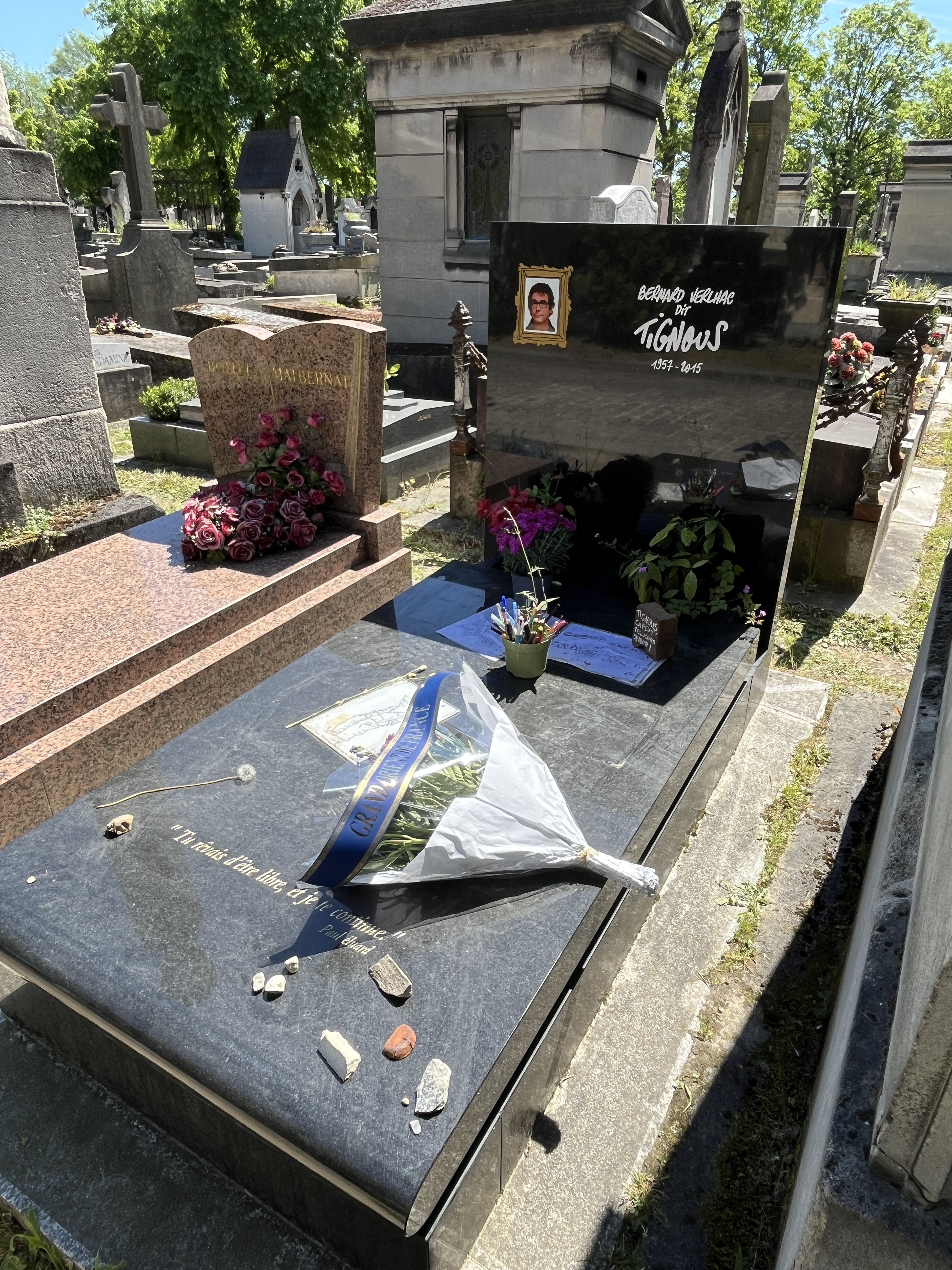
Grabstein Bernard Verlhacs auf dem Pariser Friedhof Père-Lachaise (Mai 2025)

Bernard Verlhacs war verheiratet mit Chloe Verlhac, mit der er zwei gemeinsame Kinder hatte. Er brachte zwei Töchter aus einer früheren Beziehung mit in die Ehe.

## Werke
- On s’énerve pour un rien, 1991
- Tas de riches, 1999
- Le Sport dans le sang, 2006
- C'est la faute à la société, 2008
- Le Procès Colonna, 2008
- Pandas dans la brumes, 2010
- Le Fric c’est capital, 2010
- 5 ans sous Sarkozy, 2011
- Les Poilus, 2015 (Brettspiel-Artwork)